# Боротьба за вогонь (фільм)
«Боротьба за вогонь» (фр. La Guerre Du Feu; у англомовних країнах показувався під назвою англ. Quest for Fire — «Пошуки вогню»; у низці радянських рецензій згадується також як «Битва за вогонь» рос. Битва за огонь) — кінофільм режисера Жана-Жака Анно знятий у 1981 році, вільна екранізація роману «По вогонь» Жозефа-Анрі Роні-старшого. Стрічка здобула премію «Оскар» за найкращий грим, 2 нагороди премії «Сезар» — за найкращий фільм і найкращу режисуру, — та низку інших кінопремій .

## Сюжет
Дія відбувається за часів льодовикового періоду в епоху палеоліту, приблизно 80 000 років тому. Невелике плем'я первісних людей Улам веде важке, повне ризиків існування збирачів і мисливців, живучи в печері і підтримуючи вогонь, який самі вони не уміють розводити.
Одного дня на них нападає агресивна група примітивніших волохатих гомінідів і виганяє з печери на болото. При цьому частина племені гине, а каганець з вогнем падає в болото й гасне. Плем'я Улам приречене на голодну і холодну смерть, якщо не зможе десь роздобути вогонь. Старійшина племені Фаум посилає трьох молодих чоловіків племені — Нао, Амукара і Ґо — на пошуки вогню. Їхній шлях далекий, складний і повний небезпек.
Троє героїв перетинають гори, проходять  крізь ліс і тундру, дорогою ховаючись від шаблезубих левів, але вогню так і не знаходять. Якось вони бачать дим і поспішають до його джерела. Мандрівники натрапляють на стоянку подібних до себе людей, але ті виявляються людоїдами, що зберігають зв'язаних полонених як «живі консерви». Відбувається коротка сутичка, в результаті якої група Нао перемагає, убивши двох канібалів. Врятована ними з полону дівчина Іка веде трьох героїв до свого рідного племені. Вчотирьох вони захищаються від мамонта. Нао задобрює тварину жмутком трави. Здивовані цим людоїди припиняють переслідування.
Іка приводить мандрівників до свого племені, рівень культури якого помітно вищий, ніж у племені Улам. Окрім іншого, вони будують житла, виробляють посуд і вміють самі добувати вогонь.
Плем'я Ікі приймає прибульців і намагається утримати їх у себе. Але трійця, пам'ятаючи про обов'язок, в одну з ночей викрадає вогонь, метальні дротики, і вирушає в зворотну дорогу. Іка приєднується до них. На шляху, під час однієї з нічних стоянок, Іка стає коханою ватажка трійці Нао.
По дорозі назад героїв знову очікують небезпеки. Їм вдається захистити важко здобутий вогонь від нападу групи, очолюваної Аґу, — головним конкурентом Нао в племені Улам, застосувавши техніку метання дротиків з допомогою списокидалок, взятих в племені Іки.
Герої тріумфально повертаються до рідного племені, але один з одноплемінників випадково топить каганець з вогнем у болоті. Нао намагається сам розпалити вогонь, імітуючи техніку розпалювання, побачену ним в племені Іки, але йому не вдається. Тоді Іка бере у свої руки ініціативу і демонструє племені Нао техніку добування вогню.

## В ролях
| Актор(ка)          |   | Роль   |
| ------------------ | - | ------ |
| Еверетт Макгілл    | … | Нао    |
| Рон Перлман        | … | Амукар |
| Ніколас Каді       | … | Ґо     |
| Ре Доун Чонг       | … | Іка    |
| Франк-Олівер Бонне | … | Аґу    |

## Цікаві факти
- Натурне знімання велося в Шотландії, Канаді та Кенії.
- У фільмі взагалі не звучить членороздільна мова, персонажі спілкуються звуками примітивної вигаданої мови або жестами.
- Консультантом фільму і автором первісних «мов» був письменник Ентоні Берджес. Він створив по мові для кожного племені, що діють у фільмі, причому в основу поклав спотворені сучасні мови: англійську, французьку і італійську.
- Фільм був дебютом в кіно Ре Доун Чонг. Майже в усіх сценах, за рідкісними виключеннями, акторка знімалася в повністю голому виді, проте із зафарбованою сірою глиною обличчям і тілом. На момент знімання вона була повнолітньою за європейськими законами, але ще не досягла повноліття (21 року) за законами США. Окрім оголення акторки у фільмі були і сцени із зображенням сексу з її участю.
- Англійська група «Iron Maiden» присвятила фільму пісню «Quest For Fire» з альбому «Piece of Mind».
- Угорська поп-група «Neoton Familia» у 1982 році випустила саундтрек фільму як сингл «Atra» у Франції і Японії.

## Критика
Фільм досить драматичний, до того ж багато археологів поморщаться від деяких його технічних деталей.
Оригінальний текст (англ.)
The film is pretty dramatic, and many archeologists would cringe at some of the technical details.
— Cameron M.Smith, Evan T.Davies: Anthropology for Dummies(англ.) (укр. «Антропологія для чайників»)

## Визнання
| Нагороди та номінації фільму Боротьба за вогонь | Нагороди та номінації фільму Боротьба за вогонь | Нагороди та номінації фільму Боротьба за вогонь | Нагороди та номінації фільму Боротьба за вогонь                            | Нагороди та номінації фільму Боротьба за вогонь | Нагороди та номінації фільму Боротьба за вогонь |
| Рік                                             | Нагорода                                        | Категорія                                       | Номінант                                                                   | Результат                                       |                                                 |
| ----------------------------------------------- | ----------------------------------------------- | ----------------------------------------------- | -------------------------------------------------------------------------- | ----------------------------------------------- | ----------------------------------------------- |
| 1982                                            | Премія «Сезар»                                  | Найкращий фільм                                 | Боротьба за вогонь                                                         | Перемога                                        |                                                 |
| 1982                                            | Премія «Сезар»                                  | Найкраща режисерська робота                     | Жан-Жак Анно                                                               | Перемога                                        |                                                 |
| 1982                                            | Премія «Сезар»                                  | Найкращий адаптований сценарій                  | Жерар Браш                                                                 | Номінація                                       |                                                 |
| 1982                                            | Премія «Сезар»                                  | Найкраща операторська робота                    | Клод Аґостіні                                                              | Номінація                                       |                                                 |
| 1982                                            | Премія «Сезар»                                  | Найкраща музика до фільму                       | Філіп Сард                                                                 | Номінація                                       |                                                 |
| 1982                                            | Премія «Сезар»                                  | Найкращі декорації                              | Браян Морріс                                                               | Номінація                                       |                                                 |
| 1982                                            | Премія «Сатурн»                                 | Outstanding Film Award                          | Outstanding Film Award                                                     | Перемога                                        |                                                 |
| 1982                                            | Премія «Сатурн»                                 | Найкращий фільм іноземною мовою                 | Боротьба за вогонь                                                         | Перемога                                        |                                                 |
| 1983                                            | Премія «Оскар»                                  | Найкращий грим                                  | Сезар Монзані, Мішель Берк                                                 | Перемога                                        |                                                 |
| 1983                                            | Золотий глобус                                  | Найкращий фільм іноземною мовою                 | Боротьба за вогонь                                                         | Номінація                                       |                                                 |
| 1983                                            | BAFTA                                           | Найкращий візажист                              | Крістофер Такер, Сара Монзані, Мішель Берк                                 | Перемога                                        |                                                 |
| 1983                                            | Премія «Джині»                                  | Найкращий фільм                                 | Деніс Ґеру, Джон Кімені (продюсери)                                        | Номінація                                       |                                                 |
| 1983                                            | Премія «Джині»                                  | Найкращий іноземний актор                       | Рон Перлман                                                                | Номінація                                       |                                                 |
| 1983                                            | Премія «Джині»                                  | Найкраща акторка у головній ролі                | Ре Доун Чонг                                                               | Перемога                                        |                                                 |
| 1983                                            | Премія «Джині»                                  | Найкращий дизайн костюмів                       | Джон Гей                                                                   | Перемога                                        |                                                 |
| 1983                                            | Премія «Джині»                                  | Найкращий монтаж                                | Ів Лангуа                                                                  | Перемога                                        |                                                 |
| 1983                                            | Премія «Джині»                                  | Найкращий звук                                  | Мартін Ешбі, Кеннет Гілі-Рей, Кевін Ворд, Девід Еванс                      | Перемога                                        |                                                 |
| 1983                                            | Премія «Джині»                                  | Найкращий монтаж звуку                          | Дон Вайт, Кеннет Гілі-Рей, Джо Ґрімальді, Остін Ґрімальді, Клод Азанавічус | Перемога                                        |                                                 |